# Bugoslavskaya (cràter)
Bugoslavskaya és un cràter d'impacte en el planeta Venus de 29,9 km de diàmetre. Porta el nom de Yevgenia Bugoslavskaya (1899-1960), astrònoma russa, i el seu nom va ser aprovat per la Unió Astronòmica Internacional el 1994.